# Solonoje (Kraj Krasnodarski)
Solonoje (ros. Солёное) – wieś w Rosji, w Kraju Krasnodarskim, w rejonie mostowskim. W 2010 liczyła 1353 mieszkańców.